# Feistritz (Lafnitz)
Pour les articles homonymes, voir Feistritz.
La Feistritz est une rivière autrichienne d'une longueur de 115 km qui coule dans les lands de Styrie et du Burgenland. Elle est un affluent de la Lafnitz et donc un sous-affluent du Danube par la Raab.